# Amelioratori folosiți în panificație
Amelioratorii folosiți în panificație sunt substanțe sau ingrediente care se folosesc în panificație în cantități foarte mici și care influențează pozitiv calitatea produsului finit și prospețimea lui. Ei includ aditivi și auxiliari tehnologici.
La alegerea amelioratorului trebuie să se țină seama de ceea ce trebuie sau ce se dorește a se ameliora. Pentru aceasta trebuie să se cunoască principalele proprietăți tehnologice ale făinii de prelucrat: puterea și capacitatea de formare a gazelor. Cunoscând aceste proprietăți ale făinii și acțiunea pe care o au diferiți amelioratori în aluat, se alege amelioratorul care poate sa conducă la obținerea celei mai bune calități posibile ale pâinii.

## Tipuri de amelioratori folosiți în panificație
În calitate de amelioratori pot fi folosiți:
- enzime (amilolitice, proteolitice, lipoxigenaza ș.a.)
- emulgatori (monogliceridele, esterii monogliceridelor cu acizii organici ș.a.)
- amelioratori chimici (cu acțiune oxidantă, reducătoare sau de mărire a acidității)
- amelioratori ce conțin amidon gelatinizat
- gluten vital
- amelioratori complecși.

## Enzime
Folosirea enzimelor exogene în calitate de ameliorator se bazează pe proprietatea lor de a acționa asupra componentelor făinii.

### Enzimele amilolitice
Dintre acestea se folosesc amilaza și amiloglucozidaza. Ambele enzime introduse în aluat au proprietatea de a intensifica amiloliza și de a crește pe acestă cale cantitatea de glucide fermentabile, astfel încât să se asigure necesarul lor pentru întreținerea la intensitate optimă a procesului de fermentare pe toată durata procesului tehnologic.
Adaosul exogen de enzime amilolitice se aplică la prelucrarea făinurilor cu capacitate redusă de a forma glucide fermentabile („făinuri tari la foc”) și deci de a forma gaze. Aceste făinuri au indice de maltoză mic (1,5-2%) și cifra de cădere mare (peste 300 s).
Adaosul de α-amilază exogenă în aluat se realizează în două scopuri:
- intensificarea amilolizei;
- mai nou, pentru prelungirea prospețimii.

În principiu, α-amilaza se adaugă în făinurile sănătoase pentru intensificarea amilolizei. Se folosește la prelucrarea făinurilor „tari la foc”, care conțin amidon cu grad mic de deteriorare și sunt lipsite de α-amilază activă sau al căror conținut este insuficient pentru a produce o amiloliză normală în aluat.
Acțiunea α-amilazei în aluat se bazează pe proprietatea ei de a hidroliza legăturile α-(1,4) din structura amidonului prin care se eliberează maltoză și dextrine micromoleculare. Acestea din urmă sunt apoi hidrolizate de β-amilaza prezentă în făină, cu formare de maltoză. α-amilaza are rolul de a sensibiliza granula de amidon pentru atacul β-amilazei, enzimă care nu hidrolizează decât zonele deteriorate mecanic ale granulelor de amidon și pe cele corodate în prealabil de α-amilază. Consecința este acumularea de maltoză în aluat.